# Jón Halldórsson
Jón Halldórsson (Norvegia, 1275 – Bergen, 2 febbraio 1339) è stato un vescovo cattolico norvegese naturalizzato islandese.

## Biografia
Appartenente all'Ordine domenicano, studiò Teologia a Parigi e Diritto canonico all'Università di Bologna.
Diventò vescovo cattolico in Islanda fra il 1322 e il 1339. Halldòrsson servì la diocesi di Skálholt.
L'introduzione della Klári saga attribuisce l'origine del testo ad un originale in Latino rinvenuto da Halldòrsson, ma è opinione comune che sia proprio Halldòrsson stesso l'autore della saga.